# GameStop
GameStop este un retailer american de jocuri video, electronice și servicii wireless. Compania își are sediul în Grapevine, Texas, și operează 6.457 de magazine din Statele Unite, Canada, Australia, Noua Zeelandă și Europa.

## Legături externe
- Site web oficial